# Горнонубийские языки
Горнонубйские языки — диалектный континуум нубийских языков, который распространён в горной местности Нуба на юге Судана.

## Диалекты
- На вали (Walari, Walarishe, Wali) говорит народ вали[1], проживающий в 12 км к северо-востоку от деревни Катла на юге штата Кордофан. Диалект бесписьменный[2].
- На гхулфан (Ghulfan, Gulfan, Uncunwee, Wunci, Wuncimbe) говорит народ гхулфан (унку)[3], проживающий в деревнях Дарби, Карканди, Катанг, Кургуль, Моринг, Наманг, Нинья, Ота, Тарда, Шигда на 2 холмах южнее города Диллинг на юге штата Кордофан. Диалект бесписьменный[4].
- На дайр (Dabab, Daier, Dair, Thaminyi) говорит народ дайр (тхаминьи)[5], проживающий западнее и южнее деревни Джебел-Дайр на юге штата Кордофан. Диалект бесписьменный[6].
- На кадару (Kadaro, Kadaru, Kadero, Kaderu, Kodhin, Kodhinniai, Kodoro) говорит народ кадару[7], проживающий на холмах Джибааль и Ситта между деревнями Делами и Диллинг на юге штата Кордофан. Диалект бесписьменный. Имеет свои диалекты дабатна (каараль), кадару (кодур), кафир (каэ), кулдаджи (кендаль), куртала (нгокра), куруру (тагле)[8].
- На карко (Garko, Karko, Karme, Kithonirishe) говорит народ гарко (китхонирише)[9], на холмах Карко, в 35 км к западу от Диллинг, включая деревню Дулман, на юге штата Кордофан. Имеет диалекты карко, каша, шифир. Письмо на латинской основе[10].